# Claude Frollo (Disney)
Claude Frollo, noto più semplicemente come Frollo, è un personaggio immaginario antagonista principale del Classico Disney Il gobbo di Notre Dame (1996), basato sull'omonimo arcidiacono del romanzo originale di Victor Hugo, perdendo buona parte della sua compassione pur mantenendo un'aura di tragedia. Qui è lui a uccidere la madre di Quasimodo, divenendo poi suo tutore non per pietà ma perché avvisato dall'Arcidiacono dell'impurità della sua anima. Altra differenza è l'età, infatti è molto più vecchio della sua controparte letteraria. Nel doppiaggio originale è stato doppiato da Tony Jay, mentre in quello italiano da Eros Pagni.
Frollo è considerato uno dei più grandi cattivi del Rinascimento Disney e ampiamente considerato uno dei cattivi più oscuri e complessi nella storia dei film d'animazione Disney.

## Biografia del personaggio
Frollo vive nel Palazzo di Giustizia, a Parigi, dove esercita la professione di giudice e di ministro della giustizia in modo estremamente autoritario. Pur considerandosi un uomo profondamente religioso, utilizza la sua posizione politica per tenere gli abitanti di Parigi sotto scacco e soprattutto per perseguitare e arrecare sofferenze al popolo dei gitani, accusandoli di essere "parassiti" e di "vivere al di fuori dell'ordine naturale". Una notte un gruppo di zingari tenta di entrare a Parigi, ma subito si ritrovano intercettati e arrestati dallo spietato giudice e dai suoi uomini. Quando una donna del gruppo tenta la fuga, Frollo la insegue e infine la uccide sui gradini di Notre-Dame, per poi scoprire che ella era la madre di un bambino deforme. Il ministro tenta dunque di gettare il piccolo in un pozzo, ma viene fermato dall'Arcidiacono di Notre-Dame che lo convince ad allevare il bambino come proprio figlio, come ammenda per i peccati che ha commesso amministrando la legge a modo proprio.
Frollo dunque battezza il bimbo Quasimodo, e lo alleva nel campanile della Cattedrale di Notre Dame, nel tentativo di "proteggere il mondo dalla sua mostruosità". Nonostante la rigida disciplina religiosa e di orientamento del giudice, Quasimodo cresce manifestando ottimismo e spirito libero. Nel corso del ventennio successivo, Frollo continua a guadagnare potere all'interno della città, imprigionando, torturando e uccidendo gli zingari, e cercando nel frattempo di convincere il popolo parigino della loro malvagità. Prima di prendere parte all'annuale Festa dei folli, Frollo incontra il capitano Febo, un soldato leale e giusto, al quale assegna il compito di trovare la Corte dei Miracoli, luogo che gli zingari hanno adibito a nascondiglio.
Nel corso della festa, il giudice fa la conoscenza di una zingara di nome Esmeralda, dalla quale è attratto e al contempo disgustato. Poco dopo, Quasimodo, fuggito dalla cattedrale, viene incoronato Re dei Folli e in seguito pubblicamente umiliato, sotto lo sguardo indifferente del suo tutore. Sarà Esmeralda ad aiutare Quasimodo e a deridere pubblicamente Frollo per la sua indifferenza, scatenando la sua ira e in seguito rifugiandosi nella Cattedrale per sfuggire all'arresto. Quella stessa sera il giudice si rende conto di essersi innamorato della zingara ma, non riuscendo ad accettare ciò, teme che questa attrazione possa tradursi nella sua dannazione eterna. Contemporaneamente Quasimodo aiuta Esmeralda a fuggire dalla Cattedrale, al che Frollo comincia a darle una caccia spietata bruciando e saccheggiando le case zingare di Parigi, con l'intenzione di farla sua o, in caso di un suo rifiuto, eliminarla. Cercherà di sterminare una famiglia innocente, credendoli dei traditori, ma un disgustato Febo, opponendosi alla sua volontà, li salva. Frollo dunque lo accusa di insubordinazione e lo condanna a morte, ma con l'aiuto di Esmeralda il capitano si salva.
Avendo scoperto che Quasimodo ha aiutato la gitana a fuggire, il ministro ricorre all'inganno, facendogli credere di aver trovato il nascondiglio degli zingari e minacciando di attaccarlo, affinché il ragazzo si rechi alla Corte dei Miracoli per avvisare Esmeralda del pericolo, e scoprire così la posizione del luogo (situato nelle antiche catacombe sotto Parigi). Il suo piano va a segno, e Frollo arresta la ragazza, Febo e gli zingari, e fa incatenare Quasimodo nel campanile della Cattedrale, dopodiché condanna Esmeralda al rogo. Prima dell'esecuzione, l'uomo pone alla zingara un ultimatum: diventare la sua donna o morire, ricevendo come risposta uno sputo in faccia. Quando per Esmeralda sembra giunta la fine, Quasimodo riesce a fuggire e a trarre in salvo la ragazza, mentre il popolo di Parigi, incoraggiato dal suo gesto, ingaggia una furiosa battaglia contro gli uomini di Frollo, e nel frattempo il gobbo colpisce i soldati con sassi e mattoni e infine riesce a metterli in fuga riempiendo la piazza sottostante alla Cattedrale con il piombo fuso usato per le campane. Dopo aver sfidato l'Arcidiacono, Frollo raggiunge Quasimodo ed Esmeralda sul campanile e lì tenta di ucciderli, dopo aver rivelato al ragazzo la verità sulla morte della madre (Frollo gli aveva sempre detto che la donna lo aveva abbandonato per la sua deformità). Dopo aver rischiato di precipitare dal balcone della Cattedrale, il ministro riesce a issarsi su un gargoyle e si appresta a eliminare Esmeralda, ma in quel momento la statua cede al suo peso e si stacca dalla balconata portandolo con sé. Frollo trova così la morte precipitando dalla cattedrale nel piombo fuso della piazza sottostante. Memorabili sono le sue, alquanto ironiche, ultime parole: "Egli castigherà i perversi e li precipiterà in una voragine di fuoco!", accentuate dall'istante in cui la testa del gargoyle prima di spezzarsi sotto il suo peso si anima e, con occhi e fauci fiammeggianti, fa rassomigliare la morte di Frollo a una caduta all'inferno.
Quest'ultimo viene poi citato nel sequel, Il gobbo di Notre Dame II, in due occasioni. La prima mentre Clopin annuncia che sta per incominciare il ballo di Esmeralda, tira fuori un pupazzetto simile a Frollo dicendo di fare attenzione a non perdere il cuore per lei. La seconda volta avviene verso la fine del film, quando Madeline chiede a Quasimodo di fidarsi di lei, egli risponde di non avere più fiducia in lei e che aveva già fatto questo errore, riferendosi al suo ex tutore.

## Caratterizzazione
Frollo è interpretato nel film come lo spietato e fanaticamente religioso ministro della giustizia francese. Vede il mondo e tutti in esso (tranne se stesso) come corrotti e peccatori e riserva un odio particolare per la popolazione rom di Parigi, che desidera estirpare. Come il personaggio originale del romanzo di Hugo, egli desidera ardentemente la ragazza rom Esmeralda fino all'ossessione e decide che si sottometterà a lui o morirà. Frollo crede che tutto ciò che fa sia conforme alla volontà di Dio, nonostante la sua ipocrisia nel desiderare Esmeralda e la sua crudeltà verso il suo popolo.
Il regista Gary Trousdale ha descritto Frollo come "una persona orribile", mentre Tony Jay lo ha paragonato a Hannibal Lecter in Il silenzio degli innocenti.
Frollo è razzista e determinato a eliminare gli zingari sparsi per tutta Parigi ricorrendo perfino al genocidio, considerandoli socialmente dannosi. Egli dimostra anche di essere una persona sadica, sorridendo brevemente mentre una guardia torturava il suo ex capitano delle guardie e prova piacere a bruciare Esmeralda sul rogo.
La sua profonda religione lo spinge anche a insegnare a Quasimodo un alfabeto religioso piuttosto deprimente. Sorprendentemente, Frollo è in qualche modo indulgente. Ciò è evidenziato dal modo in cui perdona il gobbo per aver tentato di ingannarlo in modo da partecipare alla festa dei folli e da come ha equiparato la lettera "f" a "festa" quando ha insegnato al campanaro l'alfabeto; nella versione originale quando quest'ultimo si esercita con l'alfabeto pronuncia la parola "forgiveness" ("perdono" in inglese) quando pronuncia erroneamente "f" per "festival" , mostrando che Frollo ha insegnato questo concetto al ragazzo. Ha anche perdonato Quasimodo per essere andato alla festa dei folli e per aver aiutato Esmeralda a fuggire da Notre Dame, credendo che il gobbo fosse sotto un incantesimo della zingara.
È interessante notare che, mentre la maggior parte dei Cattivi Disney sono consapevoli che i loro atti siano malvagi, Frollo crede davvero di essere una brava persona o perlomeno pensa che le sue azioni siano per il bene superiore, e questo lo rende un personaggio complesso. Rifiuta ripetutamente di ritenersi colpevole di qualunque cosa ed è abbastanza ipocrita, dichiarandosi più puro di tutta la gente intorno a sé, confermandosi come un narcisista. Interessante confronto avviene durante la canzone Hellfire ("Fuoco d'Inferno" nella versione italiana): mentre l'arcidiacono e i frati intonano il Confiteor, di fatto chiedendo perdono per i propri peccati, Frollo si ostina a dichiararsi innocente di qualsiasi colpa - come si può ben notare quando il coro di frati incappucciati intona il "Mea culpa" (sempre parte del Confiteor), mentre il giudice continua a ribadire la propria innocenza a fronte del suo ossessivo desiderio per Esmeralda.
È anche molto crudele con Quasimodo: rifiuta di concedere al gobbo qualsiasi forma di libertà tenendolo rinchiuso a Notre-Dame, lo costringe a chiamarlo "padrone" e lascia che venga umiliato in pubblico senza preoccuparsi di aiutarlo, come punizione per aver disubbidito ai suoi ordini di non lasciare mai la Cattedrale. Inoltre non mostra amore verso il gobbo, e lo usa solo come strumento per il suo guadagno personale. Come tale, gli permette di vivere solo per paura della dannazione eterna dopo che uccise sua madre sui gradini di Notre Dame. È piuttosto razionale, come dimostra la scena in cui spiega a Quasimodo che i suoi amici Gargoyles sono fatti di pietra e non possono parlare, ma ciò denota anche la sua profonda insensibilità e mancanza di empatia.
Inoltre, Frollo è un uomo piuttosto stoico, che appare sempre calmo e raccolto, e mostra paura solo quando Quasimodo riesce a sopraffarlo dopo aver cercato di pugnalarlo alle spalle, o nel momento precedente alla sua morte; mostra anche un evidente timore quando i molti occhi delle statue di Notre Dame sembrano giudicarlo per aver ucciso una donna innocente. Raramente esibisce umorismo, e ogni volta che lo fa, è sempre nero e secco, di tipo stentoreo e sardonico.
Nonostante la sua risolutezza, Frollo non è in grado di sentire o capire l'amore per un'altra persona. Fu questa crudeltà e abusività a spingere Quasimodo ad avere pochissima lealtà nei confronti del suo padrone e a proteggere Esmeralda, la prima persona che abbia mai mostrato gentilezza nei suoi confronti.
Frollo sembra anche essere un misantropo con poco o nessun senso di personalizzazione: con l'eccezione di Quasimodo e Febo - le uniche persone a cui si riferisce per nome -, egli si riferisce ai suoi soldati come "voi", e si riferisce a Esmeralda chiamandola esclusivamente con il nome di "zingara".

## Concezione e sviluppo
Frollo è stato doppiato da Tony Jay, che i registi Kirk Wise e Gary Trousdale hanno scelto per il ruolo in base alla sua breve apparizione come Monsieur D'Arque nel loro film precedente, La bella e la bestia (1991), e animato da Kathy Zielinski. Le caratteristiche del personaggio sono state ispirate da Stewart Granger e Hans Conried, in particolare dall'apparizione di quest'ultimo nel film del 1953 Le 5000 dita del Dr. T. Il produttore del film, Don Hahn, ha affermato che Frollo nel film è stato ispirato dalla performance di Ralph Fiennes in Schindler's List nei panni di Amon Göth, un nazista che odiava e uccideva gli ebrei, eppure desiderava la sua cameriera ebrea. Lo sceneggiatore Tab Murphy ha nominato Frollo ministro della giustizia di Parigi piuttosto che un arcidiacono, evitando così sensibilità religiose nel film finito.

## Altri media
Appare anche nella serie House of Mouse - Il Topoclub, come uno dei tanti clienti del locale. Si è visto poche volte, una volta seduto col Cappellaio Matto e un'altra volta seduto a un tavolo con altri due personaggi Brontolo di Biancaneve e i sette nani e Grimsby de La sirenetta, ostentando un'espressione indignata. Lo si vede brevemente anche nel film Topolino & i cattivi Disney, in cui applaude dopo un'esibizione di Topolino, ma non partecipa all'appropriazione dell'House Of Mouse da parte degli altri cattivi. Fa inoltre parte del franchise Cattivi Disney. Appare anche nel videogioco prodotto da Square Enix, Kingdom Hearts 3D: Dream Drop Distance. Qui le vicende del mondo del Gobbo di Notre Dame seguono quelle del film originale Disney. In tale videogioco Frollo è doppiato da Corey Burton.

## Fuoco d'inferno
Fuoco d'Inferno (Hellfire) è la canzone principale cantata da Frollo ed è stata considerata la canzone Disney più oscura, matura e complicata. L'intera canzone è accompagnata dal Confiteor, e incomincia proprio con la preghiera dell'arcidiacono e dei monaci che onorano il Signore nella cattedrale. Successivamente la scena si sposta nella residenza di Frollo, che si rivolge alla Vergine Maria chiedendole come mai la sua anima brucia al pensiero di Esmeralda, proprio a lui che si ritiene un uomo giustissimo e purissimo. Dopodiché si convince che la zingara provenga dall'Inferno e che sia uno spirito malvagio venuto per portarlo alla dannazione eterna, ma capisce che non riesce a fare nulla per liberarsi dal desiderio che sia sua. Così incomincia ad accusare Dio di aver permesso che il Diavolo si impossessasse della sua anima e chiede nuovamente aiuto a Maria per essere protetto dall'amore verso Esmeralda. In quel momento entra una guardia, che gli dice che la zingara è fuggita, notizia seguita dall'attrazione che si trasforma in pura follia: infatti Frollo incomincia a rivolgersi direttamente a Esmeralda, dicendo di essere disposto a bruciare tutta Parigi per trovarla e per poi obbligarla a scegliere o lui o la morte. Il giudice conclude la canzone con un'ultima preghiera a Dio accompagnata da un "Ma lei sarà mia, o morirà", per poi svenire sul pavimento.
Per ragioni di musicalità in italiano il riferimento al diavolo non è così esplicito come in altre versioni. Frollo infatti in italiano dice "Che c'entro io/ se vuole Dio/ che non resista al desiderio che sia mia!", mentre in originale è "It's not my fault/if in God's plan/He made the devil so much stronger than a man! (Non è colpa mia/se nel suo piano/ Dio ha fatto il diavolo molto più forte dell'uomo!)". Inoltre nella versione originale dopo aver mandato via la guardia dice "Hellfire!/ Dark fire!/Now gypsy is your turn! (Fuoco d'Inferno!/ Fuoco oscuro!/Ora gitana tocca a te!") mentre in italiano dice "Sei pronta, Gitana?/lo so che tornerai!"
La canzone è opposta alla precedente Luce del Paradiso (Heaven's light) cantata invece da Quasimodo e che paragona Esmeralda a un angelo.